# Ethel Afamado
Ethel Afamado (* 25. April 1940 in Montevideo, Uruguay) ist eine uruguayische Sängerin und Schriftstellerin.
Afamado, die auf eine Geigen-, Fagott-, Gesangs- und Gitarrenausbildung zurückgreifen kann, nahm auch an Theaterkursen bei Juan Carlos Carrasco und Jorge Triador teil. Afamado befasst sich insbesondere mit dem traditionellen sephardischen Liedgut. Sie vertonte über 70 Gedichte uruguayischer und anderer hispanoamerikanischer Dichter und trat bei zahlreichen Liederabenden mit Gitarrenbegleitung auf. Auch komponierte sie Bühnenmusik für Theaterstücke. Von 1987 bis 1997 führte sie gemeinsam mit ihrer Schwester Gladys Afamado das Solo-Konzert Canción e imagen auf. Des Weiteren präsentierte sie die Konzerte Mujeres, sus voces, nuestra voz, Caminos de palabras sowie Canciones para sentir und gab auch drei Vorstellungen an der Seite der Schauspielerin Maruja Santullo unter dem Titel Canto y poesía. Zu Jorge Arbeleches Cassette Agape steuerte sie 1993 drei ihrer Vertonungen bei. Für ihre literarischen Aktivitäten erhielt Afamado diverse Auszeichnungen. Auf Einladung der uruguayischen Abgeordnetenkammer nahm sie 2001 an der Veranstaltung zu Ehren von Juana de Ibarbourou im Palacio Legislativo teil.